# Ivry-la-Bataille
Ivry-la-Bataille – miejscowość i gmina we Francji, w regionie Normandia, w departamencie Eure.
Według danych na rok 1990 gminę zamieszkiwały 2563 osoby, a gęstość zaludnienia wynosiła 330 osób/km² (wśród 1421 gmin Górnej Normandii Ivry-la-Bataille plasuje się na 89 miejscu pod względem liczby ludności, natomiast pod względem powierzchni na miejscu 482).